# Rivière Sauvage (rivière Gentilly)
Pour les articles homonymes, voir Rivière Sauvage.
La rivière Sauvage est un affluent de la rivière Gentilly laquelle se déverse sur la rive sud du fleuve Saint-Laurent.
La rivière Sauvage coule dans les municipalités de Lemieux (MRC de Bécancour), Saint-Louis-de-Blandford (MRC d'Arthabaska), Maddington Falls (MRC d'Arthabaska), Saint-Sylvère (MRC de Bécancour), Sainte-Marie-de-Blandford (MRC de Bécancour), dans la région administrative de Centre-du-Québec, au Québec, au Canada.

## Géographie
Les principaux bassins versants voisins de la rivière Sauvage sont:
- côté nord: rivière Gentilly, rivière Beaudet;
- côté est: rivière du Moulin, rivière Bécancour, rivière Gentilly;
- côté sud: rivière Bécancour, ruisseau Saint-Sylvestre;
- côté ouest: rivière Gentilly Sud-Ouest, rivière Bécancour.

La rivière Sauvage prend sa source en zone de marais dans la partie sud de la municipalité de Lemieux. Cette zone de tête est située à 2,7 km au nord-ouest de l'autoroute 20, à 3,0 km au sud-est du village de Lemieux et à l'ouest du village de Saint-Louis-de-Blandford ainsi qu'à 0,8 km de la limite inter-MRC de Bécancour) et d'Arthabaska.
À partir de sa zone de tête, la rivière Sauvage coule sur 11,4 km, en zone forestière et agricole, répartis selon les segments suivants:
- 2,5 km vers le sud-ouest, jusqu'à la limite intermunicipale de Lemieux et de Maddington Falls;
- 1,6 km vers le sud-ouest, dans Saint-Louis-de-Blandford, chauvauchant par segment la limite intermunicipale avec Lemieux et Maddington Falls;
- 2,1 km vers le nord-ouest, dans la municipalité de Maddington Falls, jusqu'à la limite municipale de Lemieux;
- 0,25 km vers le nord-ouest, dans la municipalité de Saint-Sylvère, jusqu'à la route des Cyprès laquelle constitue la limite intermunicipale entre Saint-Sylvère et Lemieux;
- 3,9 km vers le nord, dans Lemieux, jusqu'à la route de l'École;
- 0,6 km vers le nord-ouest, jusqu'à la limite de Sainte-Marie-de-Blandford;
- 0,4 km vers l'ouest, dans Sainte-Marie-de-Blandford, jusqu'à sa confluence.

La rivière Sauvage se déverse sur la rive sud de la rivière Gentilly. Sa confluence est située à 3,7 km à l'ouest du centre du village de Lemieux, à 4,0 km à l'est du village de Sainte-Gertrude (Bécancour), à 4,0 km au sud du village de Sainte-Marie-de-Blandford et à 4,3 km au nord du village de Daveluyville.

## Toponymie
Le toponyme "rivière Sauvage" a été officialisé le 18 août 1978 à la Commission de toponymie du Québec.